# 토바이어스 엘우드
토바이어스 마틴 엘우드(Tobias Martin Ellwood, 1966년 8월 12일 ~ )은 영국의 보수당 정치인이자 작가이다. 또한 토바이어스 엘우드는 영국 육군의 왕립 그린 재킷에서 복무하였으며, 대위까지 진급하였다. 현재는 영국 의회의 하원 의원이자 외무부 정무 차관으로 재직하고 있다. 
또한 2017년 웨스트민스터 테러 당시 현장에 있었으며, 용의자에 의해 부상당한 키스 팔머 순경을 살리기 위해 분투하였나 팔머 순경은 끝내 숨졌다. 그리고 자신의 동생도 2002년 발리 폭탄 테러로 사망한 것으로 알려져 있다.